# Coeloplana agniae
Coeloplana agniae is een soort in de taxonomische indeling van de ribkwallen (Ctenophora). 
De kwal behoort tot het geslacht Coeloplana en behoort tot de familie Coeloplanidae. De wetenschappelijke naam van de soort werd voor het eerst geldig gepubliceerd in 1930 door Dawydoff.